# Kino Nowe Horyzonty

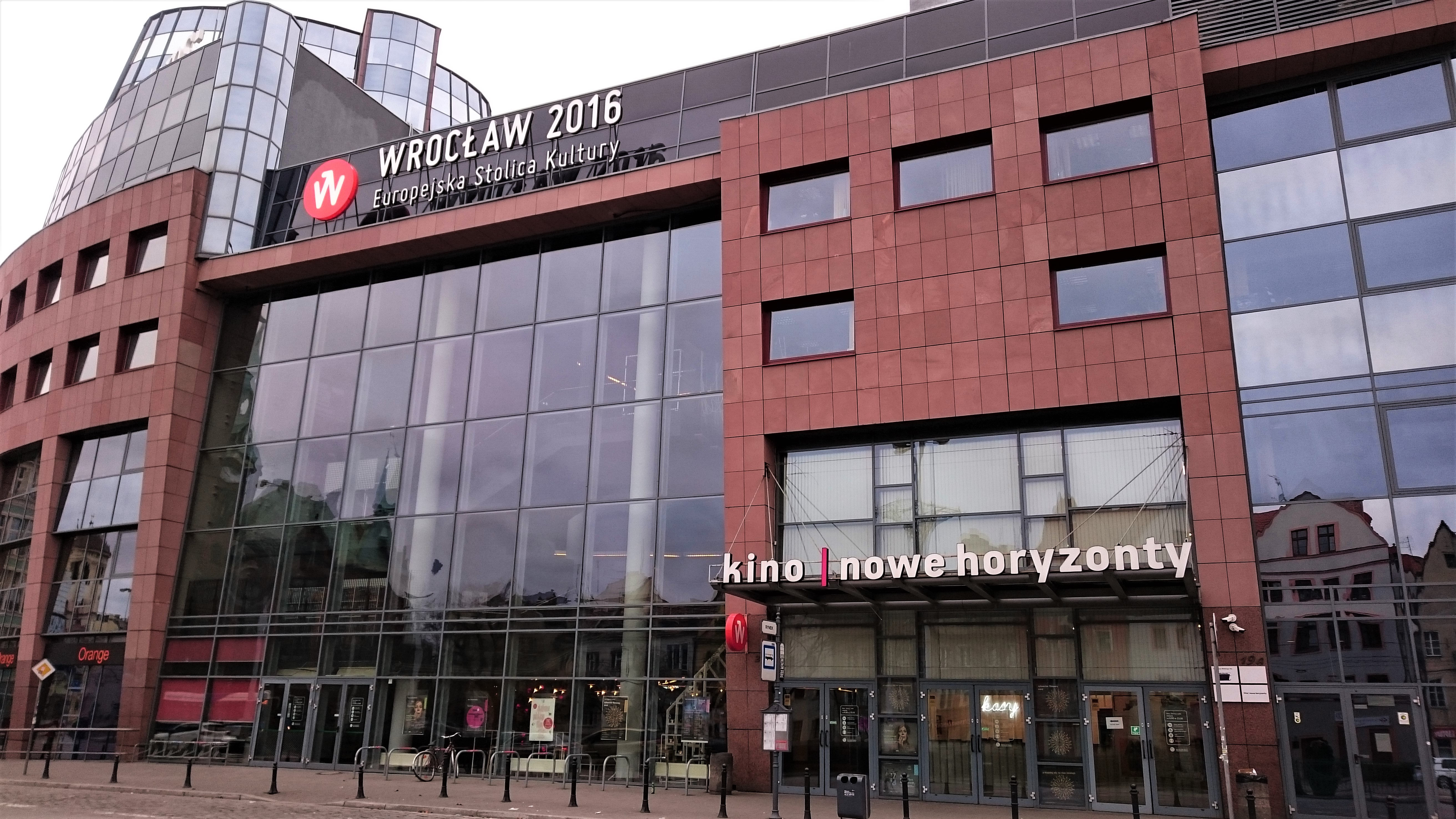
Budynek Wratislavia Tower, w którym mieści się Kino Nowe Horyzonty

Kino Nowe Horyzonty – multipleks kinowy położony we Wrocławiu przy ulicy Kazimierza Wielkiego 19a-21. Zarządcą obiektu jest organizacja non-profit Stowarzyszenie Nowe Horyzonty, którego prezesem jest polski działacz kulturalny Roman Gutek.

## Opis
Kino Nowe Horyzonty w obecnej formie funkcjonuje od jesieni 2012 roku, wcześniej działało pod marką sieci Helios. Repertuar kina oparty jest na filmach artystycznych, autorskich oraz wartościowym kinie środka. Ponadto kino prowadzi m.in. rozmaite projekty edukacyjne, warsztaty i transmisje z oper. Obiekt jest głównym miejscem odbywających się we Wrocławiu Międzynarodowego Festiwalu Filmowego Nowe Horyzonty oraz American Film Festival. Działalność Kina Nowe Horyzonty stanowiła istotną część programu Europejskiej Stolicy Kultury Wrocław 2016.
Kino Nowe Horyzonty jest największym w Polsce kinem studyjnym. Do dyspozycji jest dziewięć sal kinowych ulokowanych na trzech poziomach obiektu. Sale mają odpowiednio 562, 167, 169, 145, 159, 131, 273, 283 i 440 miejsc przeznaczonych dla widzów. Łączna pojemność wszystkich sal wynosi 2329 miejsc.